# Shuler Hensley
Shuler Paul Hensley (Atlanta, 6 marzo 1967) è un attore statunitense.

## Biografia
Shuler Paul Hensley è attore e cantante teatrale. Ha recitato in Aspettando Godot, Les Miserables e Young Frankenstein a Broadway. 
Nel 2002 vince il Tony Award al miglior attore non protagonista in un musical per la sua interpretazione di Jud Fry nel revival di Broadway Oklahoma!.

### Vita privata
Hensley è sposato con Paula DeRosa; hanno due figli. 

## Filmografia parziale

### Cinema
- Van Helsing, regia di Stephen Sommers (2004)
- The Legend of Zorro, regia di Martin Campbell (2005)
- After.Life, regia di Agnieszka Wójtowicz-Vosloo (2009)
- Il luogo delle ombre (Odd Thomas), regia di Stephen Sommers (2013)
- The Greatest Showman, regia di Michael Gracey (2017)

### Televisione
- Law & Order - Unità vittime speciali (Law & Order: Special Victims Unit) – serie TV, episodio 6x15 (2005)
- The Americans – serie TV, episodio 1x08 (2013)
- Banshee - La città del male (Banshee) – serie TV, episodio 3x03 (2015)
- Shades of Blue – serie TV, episodi 1x06-1x07 (2016)
- The OA – serie TV, episodi 1x01-1x07-1x08 (2016)
- Elementary – serie TV, episodio 5x13 (2017)
- Prodigal Son – serie TV, episodio 2x13 (2021)
- Dexter: New Blood, regia di Marcos Siega e Sanford Bookstaver – miniserie TV, 4 puntate (2021-2022)
- The Good Fight – serie TV, episodi 6x08-6x09 (2022)

## Doppiatori italiani
Nelle versioni in italiano delle opere in cui ha recitato, Shuler Hensley è stato doppiato da:
- Renato Cecchetto in The Legend of Zorro, Banshee - La città del male
- Massimo Bitossi in The OA
- Paolo Buglioni in Van Helsing
- Enrico Di Troia in Dexter: New Blood
- Alessandro Messina in The Greatest Showman
- Lorenzo Scattorin in La mamma della sposa
- Riccardo Lombardo in Law & Order: Criminal Intent